# Roobens Philogène
Roobens Philogène est un footballeur haïtien, né le 4 juillet 1995 à Ouanaminthe. Surnommé Paloulou, il évolue au poste d'attaquant avec le club de sa ville natale, le Ouanaminthe FC.

## Biographie
Roobens Philogène fait parler de lui en 2014 avec ses 23 buts en 21 matchs qui le propulsent au rang de meilleur buteur de 2e division avec son club du Ouanaminthe FC, tout en battant le record de buts en une saison en D2, détenu jusque-là par Jean-Robert Menelas (22 réalisations).
Philogène joue en 1re division d'Haïti depuis 2015 où il a l'occasion de confirmer ses bonnes dispositions devant le but adverse. En effet, avec 42 buts marqués en D1, il termine meilleur buteur du championnat en 2015 (tournoi d'ouverture) et 2016 (tournoi de clôture) avec 11 et 9 buts, respectivement (voir palmarès).

## Palmarès

### Collectif
- Ouanaminthe FC :
  - Vice-champion d'Haïti D2 en 2014.

### Individuel
- Deux fois meilleur buteur du championnat d'Haïti en :
  - 2015 (ouverture) (11 buts marqués, ex æquo avec Nerlin Saint-Vil);
  - 2016 (clôture) (9 buts marqués, ex æquo avec Mancini Telfort).

- Meilleur buteur du championnat d'Haïti D2 en 2014 (23 buts en 21 matchs)[2].